# Mesoligia lineata
Mesoligia lineata är en fjärilsart som beskrevs av Barend J. Lempke 1965. Mesoligia lineata ingår i släktet Mesoligia och familjen nattflyn. Inga underarter finns listade i Catalogue of Life.